# Conostylis teretifolia
Conostylis teretifolia är en enhjärtbladig växtart som beskrevs av John William Green. Conostylis teretifolia ingår i släktet Conostylis och familjen Haemodoraceae.

## Underarter
Arten delas in i följande underarter:
- C. t. planescens
- C. t. teretifolia